# Fjädervikt i grekisk-romersk stil i brottning vid olympiska sommarspelen 1988
Herrarnas brottningsturnering i grekisk-romersk stil i viktklassen fjädervikt vid olympiska sommarspelen 1988 avgjordes i Seongnam i Sangmu Gymnasium. 

## Medaljörer
| Klass      | Guld                               | Silver                      | Brons                  |
| Fjädervikt | Kamandar Madzjidov · Sovjetunionen | Zjivko Vangelov · Bulgarien | An Dae-Hyun · Sydkorea |

## Resultat
- TO — Vinst genom fall
- SP — Vinst genom överlägsenhet, 12-14 poängs skillnad, förloraren med poäng
- SO — Vinst genom överlägsenhet, 12-14 poängs skillnad, förloraren utan poäng
- ST — Vinst genom teknisk överlägsenhet, 15 poäng skillnad
- PP — Vinst genom poäng, förloraren med tekniska poäng
- PO — Vinst genom poäng, förloraren utan tekniska poäng
- PA — Vinst genom att motståndaren skadas
- DQ — Vinst genom förverkande
- D2 — Båda brottarna diskvalificerade på grund av passivitet  (0-0 poäng)
- DNA — Dök inte upp
- L — Förluster
- ER — Elimineringsrunda
- CP — Klassificeringspoäng
- TP — Tekniska poäng

- PA — Vinst genom att motståndaren skadats

### Elimineringsrunda

#### Pool A
| L        |                          | CP       | TP       |                          | L        |          |
| Omgång 1 | Omgång 1                 | Omgång 1 | Omgång 1 | Omgång 1                 | Omgång 1 | Omgång 1 |
| -------- | ------------------------ | -------- | -------- | ------------------------ | -------- | -------- |
| 0        | Isaac Anderson (USA)     | 3-1 PP   | 3-2      | Mieczysław Tracz (POL)   | 1        |          |
| 0        | Brahim Loksairi (MAR)    | 3-1 PP   | 2-1      | Habib Lakhal (TUN)       | 1        |          |
| 1        | Ahad Javansaleh (IRI)    | 1-3 PP   | 3-8      | Kamandar Madzjidov (URS) | 0        |          |
| 0        | An Dae-Hyun (KOR)        | 3-0 P1   | 3:59     | Gilles Jalabert (FRA)    | 1        |          |
| 0        | Hu Guohong (CHN)         |          |          | Bye                      |          |          |
| Omgång 2 |                          |          |          |                          |          |          |
| 1        | Hu Guohong (CHN)         | 0-3 P1   | 4:13     | Isaac Anderson (USA)     | 0        |          |
| 1        | Mieczysław Tracz (POL)   | 3-0 P1   | 5:31     | Brahim Loksairi (MAR)    | 1        |          |
| 2        | Habib Lakhal (TUN)       | 0-3 PO   | 0-5      | Ahad Javansaleh (IRI)    | 1        |          |
| 0        | Kamandar Madzjidov (URS) | 3-0 P1   | 5:24     | An Dae-Hyun (KOR)        | 1        |          |
| 1        | Gilles Jalabert (FRA)    |          |          | Bye                      |          |          |
| Omgång 3 |                          |          |          |                          |          |          |
| 1        | Gilles Jalabert (FRA)    | 3-1 PP   | 13-4     | Hu Guohong (CHN)         | 2        |          |
| 0        | Isaac Anderson (USA)     | 3-0 P1   | 3:21     | Brahim Loksairi (MAR)    | 2        |          |
| 2        | Mieczysław Tracz (POL)   | 0-3 PO   | 0-3      | Kamandar Madzjidov (URS) | 0        |          |
| 2        | Ahad Javansaleh (IRI)    | 0-4 DQ   | 4:55     | An Dae-Hyun (KOR)        | 1        |          |
| Omgång 4 |                          |          |          |                          |          |          |
| 2        | Gilles Jalabert (FRA)    | 0-3 P1   | 4:14     | Kamandar Madzjidov (URS) | 0        |          |
| 1        | Isaac Anderson (USA)     | 0-3 PO   | 0-2      | An Dae-Hyun (KOR)        | 1        |          |
| Omgång 5 |                          |          |          |                          |          |          |
| 2        | Isaac Anderson (USA)     | 1-3 PP   | 1-2      | Kamandar Madzjidov (URS) | 0        |          |
| 1        | An Dae-Hyun (KOR)        |          |          | Bye                      |          |          |

| Brottare                 | L | ER | CP |
| ------------------------ | - | -- | -- |
| Kamandar Madzjidov (URS) | 0 | -  | 15 |
| An Dae-Hyun (KOR)        | 1 | -  | 10 |
| Isaac Anderson (USA)     | 2 | 5  | 10 |
| Gilles Jalabert (FRA)    | 2 | 4  | 3  |
| Ahad Javansaleh (IRI)    | 2 | 3  | 4  |
| Mieczysław Tracz (POL)   | 2 | 3  | 4  |
| Brahim Loksairi (MAR)    | 2 | 3  | 3  |
| Hu Guohong (CHN)         | 2 | 3  | 1  |
| Habib Lakhal (TUN)       | 2 | 2  | 1  |

#### Pool B
| L        |                          | CP       | TP       |                          | L        |          |
| Omgång 1 | Omgång 1                 | Omgång 1 | Omgång 1 | Omgång 1                 | Omgång 1 | Omgång 1 |
| -------- | ------------------------ | -------- | -------- | ------------------------ | -------- | -------- |
| 1        | Jukka Loikas (FIN)       | 1-3 PP   | 6-9      | Shigeki Nishiguchi (JPN) | 0        |          |
| 0        | Zjivko Vangelov (BUL)    | 3-0 PO   | 1-0      | Jenő Bódi (HUN)          | 1        |          |
| 0        | Peter Behl (FRG)         | 4-0 ST   | 15-0     | Carlos Fernández (ESP)   | 1        |          |
| 0        | Hugo Dietsche (SUI)      | 3-1 PP   | 3-2      | Zeki Şahin (TUR)         | 1        |          |
| Omgång 2 |                          |          |          |                          |          |          |
| 2        | Jukka Loikas (FIN)       | 0-3 PO   | 0-7      | Zhivko Vangelov (BUL)    | 0        |          |
| 1        | Shigeki Nishiguchi (JPN) | 0-3 PO   | 0-7      | Jenő Bódi (HUN)          | 1        |          |
| 1        | Peter Behl (FRG)         | 0-3 P1   | 4:59     | Hugo Dietsche (SUI)      | 0        |          |
| 2        | Carlos Fernández (ESP)   | 0-3.5 SO | 0-12     | Zeki Şahin (TUR)         | 1        |          |
| Omgång 3 |                          |          |          |                          |          |          |
| 2        | Shigeki Nishiguchi (JPN) | 0-4 TF   | 1:06     | Zjivko Vangelov (BUL)    | 0        |          |
| 1        | Jenő Bódi (HUN)          | 3-1 PP   | 4-1      | Hugo Dietsche (SUI)      | 1        |          |
| 1        | Peter Behl (FRG)         | 3-0 P1   | 4:07     | Zeki Şahin (TUR)         | 2        |          |
| Omgång 4 |                          |          |          |                          |          |          |
| 0        | Zjivko Vangelov (BUL)    | 4-0 TF   | 2:14     | Hugo Dietsche (SUI)      | 2        |          |
| 1        | Jenő Bódi (HUN)          | 3-1 PP   | 10-1     | Peter Behl (FRG)         | 2        |          |

| Brottare                 | L | ER | CP  |
| ------------------------ | - | -- | --- |
| Zjivko Vangelov (BUL)    | 0 | -  | 14  |
| Jenő Bódi (HUN)          | 1 | -  | 9   |
| Peter Behl (FRG)         | 2 | 4  | 8   |
| Hugo Dietsche (SUI)      | 2 | 4  | 7   |
| Zeki Şahin (TUR)         | 2 | 3  | 4.5 |
| Shigeki Nishiguchi (JPN) | 2 | 3  | 3   |
| Jukka Loikas (FIN)       | 2 | 2  | 1   |
| Carlos Fernández (ESP)   | 2 | 2  | 0   |

### Slutkamper
|                          | CP        | TP        |                       |           |
| 7:e plats                | 7:e plats | 7:e plats | 7:e plats             | 7:e plats |
| ------------------------ | --------- | --------- | --------------------- | --------- |
| Gilles Jalabert (FRA)    | 4-0 PA    |           | Hugo Dietsche (SUI)   |           |
| 5:e plats                |           |           |                       |           |
| Isaac Anderson (USA)     | 1-3 PP    | 1-5       | Peter Behl (FRG)      |           |
| Bronsmatch               |           |           |                       |           |
| An Dae-Hyun (KOR)        | 3-0 P1    | 3:15      | Jenő Bódi (HUN)       |           |
| Final                    |           |           |                       |           |
| Kamandar Madzjidov (URS) | 3-1 PP    | 6-2       | Zjivko Vangelov (BUL) |           |